# Portier

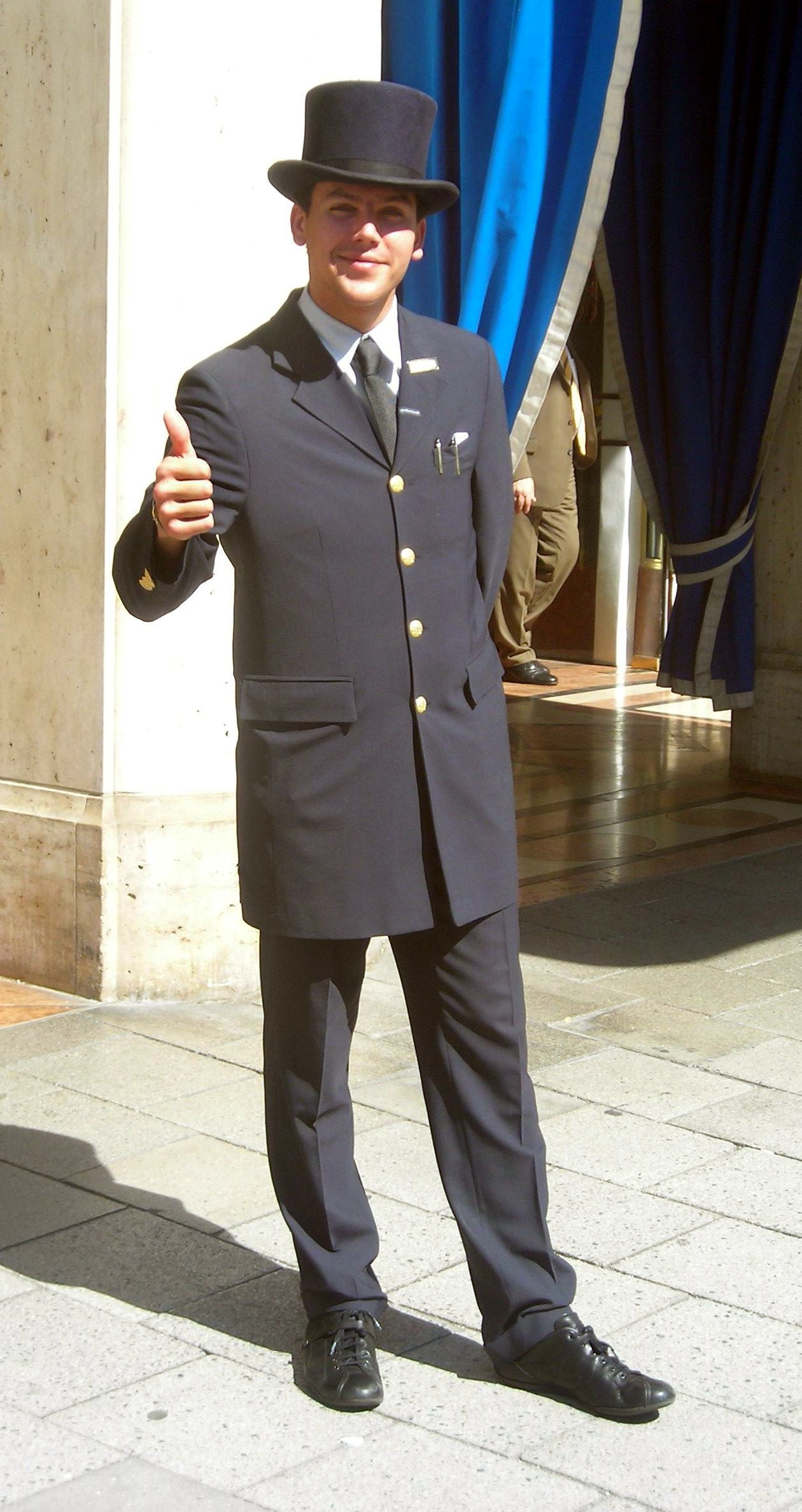
Portier

Portier [pɔrˈti̯eː] (österreichisch […ˈtiːɐ̯]) ist ein Beruf oder die Bezeichnung einer berufsähnlichen Tätigkeit in einem Hotel, einem größeren Wohngebäude, einem Unternehmen, Institutionen oder Behörden. Das Wort stammt aus dem Französischen und leitet sich aus dem lateinischen Wort „Porta“ ab, welches „Tür“ bedeutet und auf die Tätigkeit hinweist, die darin besteht, auf Kommende und Gehende zu achten, sie hinein- oder hinauszugeleiten und Auskünfte zu erteilen. Veraltend steht die Bezeichnung auch für einen Hausmeister.
In Österreich ist der Begriff Portier des Weiteren ein Synonym für Pförtner. In der Vergangenheit verbanden sich im österreichischen Portier die Funktion des Pförtners und des Hausmeisters, indem es in Wien seit der ersten Hälfte des 19. Jahrhunderts üblich war, dass die Mieter eines Mehrfamilienhauses keinen Schlüssel für die Haustür besaßen und daher nachts, wenn diese verschlossen war, den Hausmeister herausklingeln mussten, damit er ihnen öffnete, wofür er ein Trinkgeld (auch Sperrgeld, wegen des Auf- und Zusperrens der Tür) erhielt. Dadurch konnte der Portier das Kommen und Gehen im Haus kontrollieren; da er ähnlich dem französischen Concierge auch die Post für die Mieter entgegennahm, verdächtigte man ihn häufig der Überwachung der Hausbewohner, insbesondere zur Zeit des Staatskanzlers Metternich als nach den Karlsbader Beschlüssen ein Polizei- und Spitzelstaat die Opposition verfolgte. Umgangssprachlich bezeichnet portierisch in Wien noch heute eine aufgesetzte, übertriebene Höflichkeit hinter der sich ein etwas zweifelhafter Charakter verbirgt. Die tatsächliche Macht des Portiers ist allerdings bereits spätestens 1922 gesunken, als in Wien eine Vorschrift erlassen wurde, wonach Mietern das Recht auf einen eigenen Schlüssel zur Eingangstür zugesprochen wurde.
Vergleichbar einem Concierge, kann ein Portier jedoch auch heute noch weitere Aufgaben übernehmen, als Türen zu überwachen und für ihr Öffnen und Schließen zu sorgen. So kann er etwa rezeptionelle Tätigkeiten wie Hauspost, Telefonzentrale und Besucherempfang betreuen, die Monitore der Überwachungskameras im Blick behalten sowie verwaltende Tätigkeiten, wie Schlüsselaufbewahrung und Führung von Anwesenheitslisten, ausüben.
Die Aufgaben eines Portiers überschneiden sich mit denen eines Hausmeisters, sind jedoch nicht mit ihnen gleichzusetzen. Vom Türsteher, der zum Berufsfeld des Wachpersonals gehört, das nur ausgewählte Gäste in Gastronomiebetriebe oder Veranstaltungsstätten einlässt, unterscheidet er sich hauptsächlich dadurch, dass er auch für Auskünfte und kleinere Dienstleistungen zur Verfügung steht.
In Deutschland können diese Tätigkeiten mit der Ausbildung zum Hotelfachmann erlernt werden, in der Schweiz gibt es den Portier als Ausbildungsberuf.
Als „Stiller Portier“ werden in großen Wohn- oder Geschäftshäusern bisweilen anzutreffende Informations- und Wegweiser-Tafeln genannt. Es kann sich dabei um Schaukästen handeln, in denen Mieterinformationen oder eine Liste der Zimmer- beziehungsweise Appartementnummern untergebracht sind, aber auch um Hinweisschilder, die als Wegweiser durch Haupt- und Hinterhaus und durch die Stockwerke dienen.